# Рамсей, Джордж
Сэр Джордж Рамсей, девятый баронет (англ. George Ramsay; 19 марта 1800 или 10 марта 1800 — 22 февраля 1871) — английский экономист и философ, профессор человечества в Университете Глазго, один из представителей классической политической экономии. Автор сочинения «Очерк о распределении богатства» (1836 год).

## Биография
Джордж родился 19 марта 1800 года вторым сыном сэра Уильяма Рамсей, седьмого баронета (ум. 1807) из клана Рамсея Дома Бамфа графства Пертшир, Шотландия. Мать Агната Фрэнсис, дочь Винсента Биско из Хуквуда графства Суррей.
Младший брат Уильям Рамсей (1806—1865).
Джордж получил образование в школе Харроу. Получил степень бакалавра в 1823 году, магистерскую степень в 1826 году в Тринити-колледже Кембриджа.
Джордж Рамсей сменил своего старшего брата сэра Джеймса Рамсея на посту девятого баронета 1 января 1859 года.
Джордж Рамсей умер в Бамфе 22 февраля 1871 года.
Семья
Джордж женился в 1830 году на Эмили Эжени, младшей дочери капитана Генри Леннона из Уэстмита, от которой у него было трое сыновей, из которых старший, сэр Джеймс Генри Рамсей, историк, унаследовал титул. Его младший сын, Джордж Гилберт Рамзи, возглавил кафедру гуманизма в Университете Глазго в 1863 году.

## Вклад в науку
В сочинение «Очерк о распределении богатства» (1836) Дж. Рамсей вывел, что капитал, затраченный на заработную плату, приводит в действие большую массу труда по сравнению с количеством труда, фактически в нём овеществленного. Предприниматель обменивает меньшее количество овеществленного труда на большее количество живого труда, и этот избыток образует его прибыль. C прогрессом цивилизации основной капитал страны возрастает за счет оборотного капитала, а значит имеет место относительное уменьшение спроса на труд по мере роста национального богатства, отсюда неизбежность безработицы. По словам К. Маркса, Рамсей фактически проводит различие между постоянным и переменным капиталом.